# Bandholm Sogn
Bandholm Sogn 
ist eine Kirchspielsgemeinde (dän.: Sogn)
auf der Insel Lolland im südlichen Dänemark.
Bis 1970 gehörte sie zur Harde Fuglse Herred im damaligen Maribo Amt, danach zur Maribo Kommune im Storstrøms Amt, die im Zuge der  Kommunalreform zum 1. Januar 2007 in der Lolland Kommune in der Region Sjælland aufgegangen ist.
Im Kirchspiel leben 686 Einwohner, davon 457 im Kirchdorf (Stand: 1. Januar 2023).
Im Kirchspiel liegt die Kirche „Bandholm Kirke“.
Nachbargemeinden sind im Südosten Hunseby Sogn, im Süden Østofte Sogn und im Westen Stokkemarke Sogn.